# Приборск
При́борск (укр. Прибірськ) — село, входит в Иванковский район Киевской области Украины.
Население по переписи 2001 года составляло 825 человек. Почтовый индекс — 07253. Телефонный код — 4591. Занимает площадь 3,7 км². Код КОАТУУ — 3222083901.
В первые дни русско-украинской войны посёлок был захвачен ВС путинской России. Освобождён 1 апреля войсками Украины.

## Местный совет
07253, Київська обл., Іванківський р-н, с. Прибірськ